# 율자보
율자보(律字譜)는 중국에서 사용했던 기보법이다. 한국에도 들어와 쓰여 왔는데, 주로 아악에서 썼고 《세종실록》에서는 향악에서도 썼다는 기록이 있다.
서양음악에서 12반음과 같이 한 옥타브를 12음으로 하여 12율(律)이라 부르고 음마다 각각 음이름(音名)이 붙는다. 첫음이 황종(黃鐘)인데 이 음을 서양음악의 '다'(C)음으로 치면, 
- 황종(黃鍾) － 다(C)
- 대려(大呂) － 올림다(C sharp)
- 태주(太簇) － 라(D)
- 협종(夾鍾) － 올림라(D sharp)
- 고선(姑洗) － 마(E)
- 중려(仲呂) － 바(F)
- 유빈(蕤賓) － 올림바(F sharp)
- 임종(林鍾) － 사(G)
- 이칙(夷則) － 올림사(G sharp)
- 남려(南呂) － 가(A)
- 무역(無射) － 올림가(A sharp)
- 응종(應鍾) － 나(B)

이 된다. 이 12율의 음이름에서 첫자를 딴 문자로 음높이를 적으면 황·대·태·협·고·중·유·림·이·남·무·응이 된다. 중음역(中音域)의 옥타브는 중성(中聲)이라 하여 각 문자를 그대로 쓰고 중성보다 한 옥타브 위 음들은 청성(淸聲)이라 하여 '淸'에서 따온 삼수변(氵)을 각 문자에 붙여 '潢, 汰, …'와 같이 쓰고, 중성보다 한 옥타브 아래 음들은 배성(倍聲)이라 하여 '倍'에서 따온 인변(亻)을 각 문자에 붙여 '僙, 㑀, ...'와 같이 쓴다. 청성보다도 한 옥타브 더 높은 음에는 삼수변(氵)을 두 번 붙여 '㶂, 㳲, ... '와 같이 쓰고, 배성보다도 한 옥타브 더 낮음 음에는 두인변(彳)을 붙여 '㣴, 㣖, ...'와 같이 나타낸다.